# منصور المحجوب
منصور المحجوب أو منصور احميده مصطفى المحجوب (1923-2001م)، عالم دين ليبيٌّ، مؤسِّس جامعة السيِّد محمَّد بن عليٍّ السنوسيِّ الإسلاميَّة بمدينة البيضاء، وأوَّل شيخ لها، ورئيس المحكمة العليا بليبيا سابقًا، وعضو مؤسِّس برابطة العالم الإسلاميِّ، وأحد بناة النهضة العلميَّة الدينيَّة الحديثة في ليبيا.

## النشأة والتكوين
وُلد عام 1923م، في زاوية الطيلمون السنوسيَّة جنوبيَّ بنغازي، وبها نشأ، وفيها خطا أولى خطواته في سلَّم التعليم الدينيِّ، فهو ينتمي إلى أسرتين من أسر الإخوان السنوسيِّين؛ فجدُّه لأبيه الشيخ مصطفى المحجوب، شيخ زاوية الطيلمون، وجدُّه لأمِّه - السيِّدة عائشة بنت محمَّد - هو الشيخ مصطفى الدردفي، شيخ زاوية شحَّات السنوسيَّة. هاجرت أسرته إلى مصر بعد توقُّف حركة الجهاد، وهو ابن ثماني سنين، وفي منتصف الأربعينيَّات تقريبًا التحق بالأزهر الشريف، حتَّى تحصَّل على (شهادة العالمية للبعوث الإسلامية)، سنة 1371هـ/1952م. 

## العمل والتأسيس
عُيِّن عام 1954م شيخًا لمعهد السيِد محمد بن علي السنوسي الديني بالبيضاء، ثمَّ نُقل إلى العمل بالمحكمة العليا بطرابلس عام 1956م، وفي عام 1958م عاد إلى البيضاء حاملًا مشروع النهوض بالمعهد الدينيِّ والقسم العالي، وتأسيس جامعة السيِّد محمَّد بن عليٍّ السنوسيِّ الإسلاميَّة، التي عُيِّن شيخًا لها، وبعد حوالي أربع سنوات نُقل مرَّة أخرى مستشارًا في المحكمة العليا، ثمَّ عُيِّن رئيسًا لها، وقد أهَّلته مكانته العلميَّة، وشهرته العالميَّة، لأن يكون أحد الأعضاء المؤسِّسين لرابطة العالم الإسلاميِّ عام 1962م. 

## إقامته في المهجر، ووفاته
في أغسطس 1969م كان الشيخ المحجوب في رحلة للعلاج بسويسرا، وبعد الانقلاب العسكريِّ الذي وقع في ليبيا صباح الأوَّل من سبتمبر، كان أحد رجال الدولة المطلوبين للمحاكمة، فانتقل إلى العيش بمكَّة المكرَّمة في ضيافة الملك فيصل آل سعود؛ تقديرًا لفضله ومكانته العلميَّة، واستمرَّ في أداء رسالته العلميَّة برابطة العالم الإسلاميِّ، ومجمع الفقه الإسلاميِّ، إلى جانب التدريس في جامعة الملك عبد العزيز بجدَّة، إلى أن اشتدَّ عليه المرض، ووافته المنية فجر الخميس 17 جمادى الأخرة 1422هـ/ 5 سبتمبر 2001م، وصلِّي عليه في المسجد الحرام، ودُفن في مقبرة المعلاة.  

## قيل عنه
قال عنه تلميذه الدكتور إدريس فضيل:
ووصفه أيضًا، بأنَّه يتميَّز بـ«نقاء الوطنيَّة، والحبِّ للسنوسيَّة، والانحياز للعلم، والرغبة في النهوض بالوطن، في أسرع زمن ممكن. 